# Ivagilu, Ramanagara
Ivagilu là một làng thuộc tehsil Ramanagara, huyện Ramanagara, bang Karnataka, Ấn Độ.